# Francesco La Rocca
Francesco La Rocca (Palermo, 30 aprile 1948 – Agrigento, 17 maggio 1993) è stato un bibliotecario italiano.

## Biografia
Francesco La Rocca, detto Franco, figlio di operai dei cantieri navali, frequentò il liceo scientifico "Stanislao Cannizzaro" di Palermo e durante gli studi svolse attività presso l'Azione Cattolica della stessa città. Dopo la maturità, si iscrisse alla facoltà di chimica, partecipando attivamente al Movimento studentesco, e contemporaneamente svolse attività di volontario presso l'Istituto del Boccone del povero di Palermo. Nel 1970 ricoprì la carica di coordinatore regionale dell'ENAIP (Ente di formazione professionale dell ACLI), ma ne venne allontanato dopo due anni per contrasti politici.
Nel 1972, dopo essersi sposato, si trasferì a Salerno dove insegnò presso il Centro di formazione professionale dell'ENAIP. Nel 1974 venne nominato responsabile del Centro servizi culturali di Agrigento, che allora era gestito dall'ENAIP per conto della Cassa per il Mezzogiorno. In questo periodo, avendo maturato una cultura di dissenso ecclesiale, partecipò attivamente alla redazione del settimanale Scelta; si rese inoltre protagonista di iniziative culturali tendenti a concretizzare le scelte portate avanti dal recente concilio.
Nel 1976 il Centro servizi culturali di Agrigento fu dato in gestione triennale al comune, con l'opportunità che consentiva di offrire alla città di Agrigento nuove iniziative culturali. Aderì, così, al Partito Comunista Italiano, ricoprendo incarichi negli organismi collegiali, contribuendo al rinnovamento che portò alla costituzione del Partito Democratico della Sinistra. Agli inizi degli anni ottanta si ebbe l'esigenza di creare una nuova struttura per le attività del Centro servizi culturali di Agrigento con locali più idonei e nel maggio del 1983 venne inaugurata la Biblioteca comunale Santo Spirito, di cui lo stesso Franco La Rocca divenne direttore.
Il Sistema bibliotecario circoscrizionale portò inoltre all'istituzione di biblioteche distaccate nelle frazioni comunali di Agrigento. Nel 1981 Franco La Rocca inaugurò il Centro culturale editoriale "Pier Paolo Pasolini", di cui divenne presidente nel 1984. In tale veste conobbe Leonardo Sciascia e Giancarlo Vigorelli. Condusse trasmissioni culturali con tematiche urbanistiche su un'emittente televisiva locale. Nel 1988 fu eletto presidente del Comitato esecutivo regionale della sezione Sicilia dell'Associazione Italiana Biblioteche.

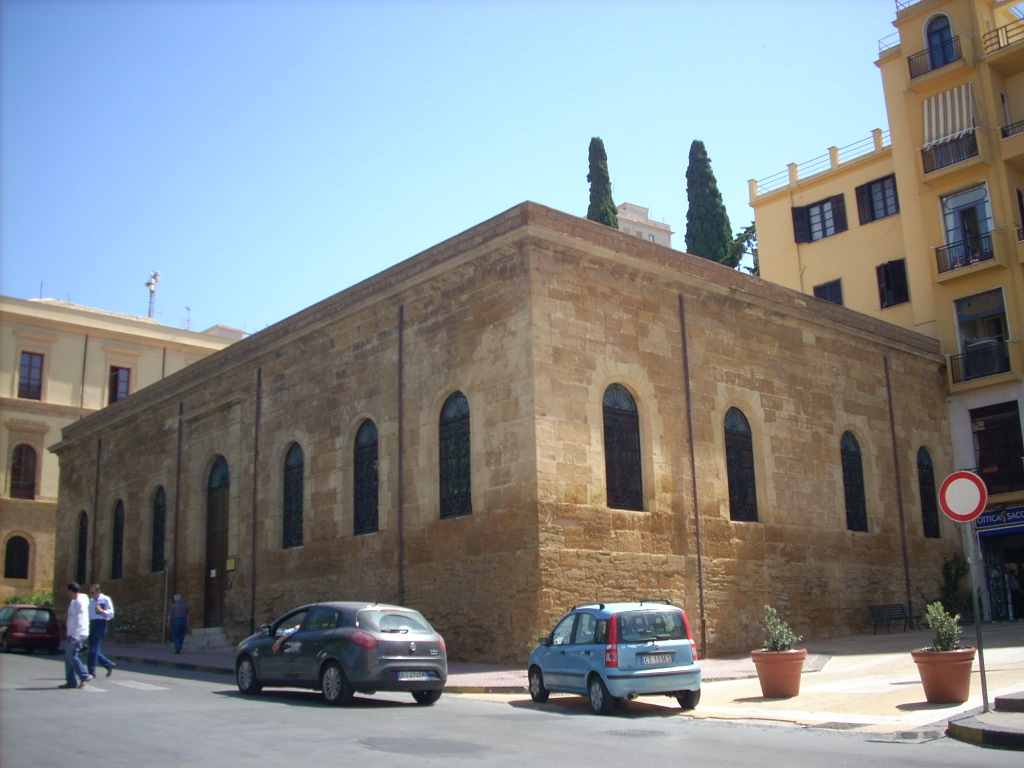
La nuova Biblioteca comunale Franco La Rocca

In quella veste si fece promotore di una proposta di legge regionale a favore delle biblioteche siciliane riuscendo a raccogliere 50.000 firme con lo slogan "La Sicilia vuole leggere". Primo firmatario fu lo scrittore giornalista Gesualdo Bufalino. Divenne direttore responsabile del bollettino bimestrale Biblioteche e cooperazione in Sicilia, organo della sezione Sicilia dell'Associazione Italiana Biblioteche. Scrisse su diversi periodici specializzati, e nel 1989 organizzò in Sicilia il congresso nazionale dell'Associazione Italiana Biblioteche.
Durante la ristrutturazione dell'ex archivio notarile, progettando la creazione di una nuova biblioteca nel centro storico di Agrigento, morì improvvisamente il 17 maggio 1993 all'età di 45 anni. A lui è stata intitolata la nuova biblioteca comunale di Agrigento, inaugurata nel maggio del 2008, nel palazzo dell'ex archivio notarile, di cui lui stesso aveva progettato la nuova destinazione della biblioteca.